# Kissing Cup
Kissing Cup è un film muto del 1913 diretto da Jack Hulcup.

## Trama
Il fantino di un signorotto sfugge ai rapitori e corre a Sandown in tempo per vincere la gara.

## Produzione
Il film fu prodotto dalla Hepworth.

## Distribuzione
Distribuito dalla Kinematograph Trading Company, il film uscì nelle sale cinematografiche britanniche nell'agosto 1913. Nello stesso anno, il 10 novembre, venne distribuito anche negli Stati Uniti dalla Blinkhorn Photoplays
Fu distrutto nel 1924 dallo stesso produttore, Cecil M. Hepworth. Fallito, in gravissime difficoltà finanziarie, Hepworth pensò in questo modo di poter almeno recuperare il nitrato d'argento della pellicola.